# スターブリッジの市
スターブリッジの市 ( 英: Stourbridge fair )は、中世から19世紀にかけてイギリスのケンブリッジ近傍に存在した市場。バーソロミューの市と並んで、かつてのイングランドの2大フェアの1つとされ、最盛期にはヨーロッパ最大の市とも言われた。歴史的には"Stir-Bitch"、"Stirbitch"、"Sturbridge"などの表記もある。

## 概要
最初の記録は、1211年頃のジョン王による特許状にある。スターブリッジの聖マグダラのマリア救護院のハンセン病患者たちに与えられた特許状には、十字架挙栄祭（9月14日）の祝祭当日と前夜に救護院の構内で市を催すことが許可されている。実際には、特許状の交付以前に慣習的に市が開かれていたとされる。ケンブリッジ大学は、開市宣言、ワインやビールやエールの検査、度量衡の管理、治安維持のための特権を有していた。
ケンブリッジ市の付近にはケム川が流れ、船による交通の便に恵まれていたため、市は共同草地で開催されて拡大を続けた。1723年にはダニエル・デフォーが来訪して観察記を残している。デフォーによれば、市は半マイル平方に広がり、幕舎や仮設小屋が立ち並んでいた。羊毛とホップが2大商品であり、その他に金銀細工、真鍮細工、瀬戸物、織物、家畜、ワイン、玩具などが売られ、人形芝居や道化芝居、演劇などの見世物もあった。酒屋や食堂もあり、幕舎や仮設小屋をまわって肉、パン、バター、チーズ、鶏卵などを売り歩く者もいた。常時、治安維持を目的とした法廷（パイ・パウダー・コート）が旅籠などで開催されていた。
ロンドン、ノーリッジ、コルチェスター、オックスフォードなどの諸都市から集まった人々は、都市の名称を仮設小屋街につけた。海外からも商人が訪れ、ヴェネチアやジェノバは絹、ベルベット、ガラス製品を売り、フランダースはリネン、スペインは錬鉄や軍馬、ノルウェーはタールやピッチ、ハンザ同盟都市は毛皮などを持ち込んだ。通貨の調節、金の流出や偽造貨幣の防止をするために、王立交換所が手形交換取引を検査した。19世紀には、市の周囲は3マイルを超えていたという。
21世紀に入り、中世当時をしのぶ形式で再び行われている。